# Grå jaco
 Der er for få eller ingen kildehenvisninger i denne artikel, hvilket er et problem. Du kan hjælpe ved at angive troværdige kilder til de påstande, som fremføres i artiklen.

Grå Jaco (Psittacus erithacus), eller gråpapegøje, er en papegøje fra Afrika, hvor den lever ved vestkysten og i de centrale deles lavlandsskove, men den findes dog også på savannen og i mangroveskove. I naturen er den meget meget sky og vagtsom. Den har en gennemsnitlig levealder på 50 år, men kan i sjældne tilfælde blive helt op til 90 år gamle.[kilde mangler]

## Udseende
Grå Jaco er ca. 30 cm lang og har en vægt på ca. 405g. Dens fjerdragt er grå, men varierer meget i farve, og svingfjerene kan være sorte, desuden har den en rød hale.
 
Der findes desuden en underart: timneh-jacoen eller den brunhalede, den er lidt mere sjælden end den rødhalede. 
Når fuglen er ung, er dens øjne mørke, men med alderen bliver irisen hvid-gul. Det er umuligt at skelne kønnene fra hinanden, og en DNA-test er nødvendig.

## Føde
Den grå jaco lever af nødder, frugter og bær, men den plyndrer også majsmarker. Den grå jaco kan også finde på at spise de frugtgrene den kan knække over. I fangenskab spiser grå jaco også pellets. 

## Kæledyr
Den grå jaco er populær som kæledyr. En af grundene er nok, at den er en god taler, men den er også en utrolig kærlig fugl, som kun sjældent bider. Desuden er de meget lydsvage i forhold til andre papegøjer. De fløjter meget, men de kan dog også skrige højt, hvis de bliver opstemte eller utrygge. 
De er desuden gode til at udføre tricks. De er nok ikke ligeså udadvendte som andre papegøjer, og de kan være utroligt bange for nye ting. Derfor er det vigtigt, at de som unge lærer, at forandringer ikke er farlige. 

## Intelligens
Grå jacoer er kendt for deres store talent for at tale. Det er den papegøjeart, som kan lære flest forskellige ord, og de er så intelligente, at de også tit kan bruge ordene i den rette sammenhæng. Et godt eksempel på dette er "the alex studios", ledet af Irene Pepperber. Hun har lært den grå jaco Alex at kende forskel på farver og andre objekter. Grå jacoers intelligens er anslået til at være på højde med et 5-årigt barns. Grå Jaco papegøjen Alex døde i en alder af 31 år den 6. september 2007.